# Byas
Byas (nep. व्यास)  – miasto w środkowym Nepalu; w prowincji numer 4. Według danych szacunkowych na rok 2011 liczyło 43 615 mieszkańców .